# Рејмонд Дарт
Рејмонд Артур Дарт (енгл. Raymond Arthur Dart, 4. фебруар 1893 — 22. новембар 1988) био је аустралијски анатомист и антрополог, који је најпознатији по својој умешаности у откриће првог икад пронађеног фосила изумрлог хоминида Australopithecus africanus, 1924. близу града Тaунг у Јужној Африци. Фосил је назван Дете из Таунга.

## Откриће ауатралопитека
Анатому Рејмонду Дарту донета је 1924. године једна лобања младог примата, која је нађена близу места Таунг (око 400 километара југозападно од Јоханезбурга) на рубном подручју пустиње Калахари. Лобања је личила на лобању шимпанзе, који је шумски мајмун, али за подручје где је лобања нађена мисли се да је већ милионима година покривено травом. Дарт је истражујући ту лобању младунчета у њој видео остатак бића најближег човеку и почетком 1925. године објавио је да је нашао раног човековог претка, кога је назвао Australopithecus africanus (јужни мајмун из Африке). 
Расправе да ли је то лобања мајмуна, или предчовека, а око 1940. године већина истраживача је прихватила мишљење да је Australopithecus africanus предак људи, а не мајмун.